# 外国語学研究科
外国語学研究科（がいこくごがくけんきゅうか、英称：The Graduate School of Foreign Language Studies）は、日本の大学院研究科のうち、外国語学に関する高度な教育・研究を行う機構の1つである。具体的な研究分野については外国語学部も参照。

## 概要
主に、外国語学部の上位に連続した形で設置され、博士前期課程（修士課程）および博士後期課程（博士課程）あるいはそれに相当する課程で構成される。学位は例えば、修士課程は修士（文学）を、博士課程は博士（文学）を修めることができ、他は、それに相当する専攻名称等に応じた学位を修める（例：修士 (専攻分野)）。近年は、研究科名称や専攻名称の多様化あるいは隣接する研究分野（文学部系統に代表されるような領域側面、または社会学、国際関係学的な側面など）との境が必ずしも専門外の者からはその相関関係が分かり辛いこともある。

## 外国語学研究科を置く大学
- 神戸市外国語大学 外国語学研究科
- 札幌大学大学院 外国語学研究科
- 獨協大学大学院 外国語学研究科
- 上智大学大学院 外国語学研究科
- 大東文化大学大学院 外国語学研究科
- 文京学院大学大学院 外国語学研究科
- 名古屋学院大学大学院 外国語学研究科
- 京都外国語大学大学院 外国語学研究科
- 京都産業大学大学院 外国語学研究科
- 関西外国語大学大学院 外国語学研究科

## 外国語学研究科と類似する研究科名称
- 帝京大学大学院 外国語研究科 超域文化専攻
- 関西大学大学院 外国語教育学研究科 外国語教育学専攻

## 外国語学を専攻できる他の研究科名称
- 東京外国語大学大学院 総合国際学研究科 言語文化専攻 および 言語応用専攻
- 愛知県立大学大学院 国際文化研究科 国際文化専攻
- 北海道文教大学大学院 グローバルコミュニケーション研究科 言語文化コミュニケーション専攻
- 神奈川大学大学院人文学研究科 欧米言語文化専攻、中国言語文化専攻
- 神田外語大学大学院 言語科学研究科 英語学専攻
- 麗澤大学大学院 言語教育研究科 英語教育専攻
- 拓殖大学大学院 言語教育研究科 英語教育専攻
- 桜美林大学大学院 言語教育研究科 英語教育専攻
- 中京大学大学院 国際英語学研究科 国際英語学専攻
- 関西大学大学院 東アジア文化研究科 文化交渉学専攻
- 関西学院大学大学院 言語コミュニケーション文化研究科 言語コミュニケーション文化専攻
- 姫路獨協大学大学院 言語教育学研究科 ドイツ語コース、英語コース、および中国語コース